# Wosketap
Wosketap – wieś w Armenii, w prowincji Ararat. W 2011 roku liczyła 4808 mieszkańców.